# Еліс Келхун
Еліс Беатріс Келхун (англ. Alice Beatrice Calhoun, нар. 21 листопада 1900, Клівленд — пом. 3 червня 1966, Лос-Анджелес) — американська акторка німого кіно.

## Біографія
Еліс Беатріс Калхун народилася 21 листопада 1900 року в місті Клівленді.
Кар'єру почала на студії «Vitagraph» в Нью-Йорку в 1918 році, а потім разом з нею переїхала і в Голлівуд. За роки своєї кар'єри, що тривала до 1927 року, вона з'явилася в 21 картині, а найбільшою похвали критики отримав фільм «Людина по сусідству» в 1923 році. Завершенню її кар'єри сприяла поява звукового кіно.
У травні 1926 року одружилась з адвокатом Менделем Зільбербергом, який через місяць подав на розлучення. У грудні 1926 року одружилася з Максом Готінером, з яким стала власницею мережі кінотеатрів в Лос-Анджелесі. Бізнес був досить успішний, і пара часто виступала меценатами місцевих благодійних організацій.
Еліс Келхун померла від раку в 1966 році в Лос-Анджелесі у 65-річному віці. Похована на кладовищі Форест-Лаун. 
За внесок в американську кіноіндустрію удостоєна зірки на Голлівудській алеї слави.

## Вибрана фільмографія
- 1925 — Чоловік у коробці
- 1927 — Острів забутих жінок